# Plesiohadros
Plesiohadros byl rod hadrosauroidního ornitopodního dinosaura z pozdně křídového období (věk kampán, asi před 80 až 75 miliony let). Fosilie tohoto býložravého ptakopánvého dinosaura byly objeveny na území mongolské pouště Gobi v sedimentech oblasti Djadochta.

## Historie
Fosilie tohoto ornitopoda byly objeveny v sedimentech geologického souvrství Alag Teeg na jihu Mongolska (Jihogobijský ajmag). Holotyp nese označení MPC-D100/745 a jedná se o nekompletní část lebky a postkraniální kostry. Typový druh P. djadokhtaensis byl formálně popsán mezinárodním týmem paleontologů v roce 2014.

## Popis a zařazení
Jednalo se o poměrně velkého ornitopoda, jehož délka je odhadována asi na 10 metrů a hmotnost zhruba na 2,5 tuny. Jednalo se tedy o jednoho z největších živočichů v tehdejších ekosystémech.
Sesterským taxonem tohoto hadrosauroida byl pravděpodobně pozdně křídový čínský rod Qianjiangsaurus, formálně popsaný v roce 2024.